# Bloknoot
Bloknoot was een literair tijdschrift dat bestond van 1991 tot 1998.

## Geschiedenis
Bloknoot werd in 1991 opgericht door Dirk Zwart die aanvankelijk enig redacteur was en veel van de bijdragen leverde. Het bestond naast het andere christelijk-literaire tijdschrift Woordwerk (mede opgericht door Hans Werkman), het tijdschrift van de christelijke auteursvereniging Schrijvenderwijs. Na het vertrek van redacteur Bert Hofman in 1991 werd de band tussen Woordwerk en de auteursvereniging verbroken en begon Werkman besprekingen met Dirk Zwart om tot samenwerking te komen. Dit leidde in 1998 tot het tijdschrift Liter waarin beide tijdschriften opgingen.
Bloknoot kende enkele omvangrijke themanummers. In 1993 verscheen een themanummer over de auteur C.E. van Koetsveld ( "Schrijven moeten wij". Over C.E. van Koetsveld (1807-1893)).  In 1996 verscheen een 208 pagina's tellend themanummer over de literator Klaas Heeroma met de titel 'Ik heb mijzelf in woorden weggegeven'. K. Heeroma als literator. Een themanummer uit 1997 betrof De gereformeerde bietebauw. Ontmoeting 1946-1964 over een van de voorgangers van Bloknoot, namelijk het tussen 1946 en 1964 bestaande christelijk-literaire tijdschrift Ontmoeting.
In 1999 verscheen een bundel verhalen die waren gekozen uit de twee voorgangers van Liter, samengesteld door de redacteuren van beide voorgangers: Werkman en Zwart; deze droeg de titel: Een steenworp afstand en andere verhalen.